# Mount Tedrow
Mount Tedrow är ett berg i Antarktis. Det ligger i Östantarktis. Nya Zeeland gör anspråk på området. Toppen på Mount Tedrow är 1 490 meter över havet, eller 326 meter över den omgivande terrängen. Bredden vid basen är 2,7 km.
Terrängen runt Mount Tedrow är kuperad åt sydost, men åt nordväst är den bergig. Trakten är obefolkad. Det finns inga samhällen i närheten.